# Chariots
Chariots (チャリオッツ?) es una banda japonesa perteneciente al movimiento Visual kei. Fue formada en 2007 por el vocalista Riku y bajo la producción de Kisaki por el sello discográfico Under Code Production.
A finales de 2012 el grupo se disolvió y en enero de 2016 el vocalista Riku anunció el regreso del grupo con nuevos integrantes bajo el sello discográfico Speed Disk.

## Historia
Fue formada en 2007 por el vocalista Riku, bajo la producción de Kisaki del sello discográfico indie Under Code Production, quienes habían estado juntos en la banda Phantasmagoria. Su primer sencillo alcanzó el puesto #7 en el ranking del Orikon Style Indie Singles Weekly Chart.

## Discografía
Han lanzado un álbum de estudio, seis EP, quince sencillos, han participado en cinco recopilaciones y cuentan con siete vídeos musicales.

### Álbumes
- package (3 de febrero de 2010)

#### EP
- Itetsuita juukou(凍てついた銃口) (10 de diciembre de 2008)
- Sabitsuita juudan(錆び付いた銃弾) (10 de diciembre de 2008)
- Ima kaerimiru kiseki -yuigadokuson kanzenban-(今軌跡省ミル -唯我独尊完全盤-) (15 de julio de 2009)
- griever (12 de diciembre de 2012)
- Shinku ni Yurameku, Hakanaki Sekirei(深紅に揺らめく、儚き鶺鴒) (16 de noviembre de 2016)
- Revenir (23 de agosto de 2017)

#### Recopilaciones
- Cross Gate 2008 -Chaotic Sorrow- (26 de marzo de 2008)
- High Style Paradox 5 ~NEW BORN "organization"~ (5 de marzo de 2008)
- " Past New Phase -Phantasmagoria Tribute Album DELUXE EDITION-" (20 de agosto de 2008)
- The Art of Propaganda (13 de septiembre de 2008)
- "DEEP MORE DEEP#4" (19 de octubre de 2016)

### Sencillos
- «Jade/cold pray» (7 de diciembre de 2007)
- «Yui(唯)» (12 de marzo de 2008)
- «Ware(我)» (16 de abril de 2008)
- «Doku(独)» (14 de mayo de 2008)
- «trigger(トリガー)» (12 de noviembre de 2008)
- «Ablaze my sorrow» (8 de abril de 2009)
- «Hikari(光)» (7 de octubre de 2009)
- «Hai(灰)» (4 de noviembre de 2009)
- «Yami(闇)» (9 de diciembre de 2009)
- «Ashu(亜種)» (15 de diciembre de 2010)
- «Toge Toga(棘咎)» (2 de febrero de 2016)
- «Senkou(閃光)» (15 de abril de 2016)
- «Kizai(忌際)» (13 de julio de 2016)
- «Succubus» (5 de abril de 2017)
- «-Shoujun wa dessin sareta Aitsu no Kage-(-照準はdessinされたアイツの影-) (27 de septiembre de 2017)

### Vídeos musicales
- «cold pray»
- «Sono Shunkan Okuru Okuru Hanataba Wo»
- «Ware»
- «Doku»
- «ablaze my sorrow»
- «Toge Toga»
- «Kizai»